# العامل الثالث عشر
العامل الثالث عشر (بالإنجليزية: Factor XIII)‏ ويسمى أيضا عامل استقرار الفايبرين. خاصيته الكيميائية ( EC 2.3.2.13 ) وهو انزيم يحافظ على توازن خلايا الدم ويمنعها من التخثر في كروسلينكس الليفين .

## الوظيفة
العامل الثالث عشر هو تحفيز الجلوتامين الذي يدور في بلازما هيتروتاترمير(heterotetramer )بمساعدة اثنين من مفارز المحفز أ واثنين من مفارز الناقل بي. ويحول الثرومبين الفيبرينوجين إلى الليفين، الذي يشكل هذا الأخير شبكة البروتينية تسمى كروسلينكس (crosslinked). يتم تنشيط العامل الثامن بواسطة الثرومبين إلى "العامل الثامن أ"؛ الذي يتطلب تفعيله ليصبح مساعدة الكالسيوم باعتباره العامل المساعد .في عملية انشقاق بواسطة الثرومبين بين بقايا Arg37 وGly38 على N-محطة من الوحيدات A، الذي يؤدي إلى الإفراج عن الببتيد النشيط (MW 4000 دا). في وجود الكالسيوم تتم فصل مفارز الناقل عن مفارز المحفز، مما يؤدي إلى يتغيير في التشكل 3D من العامل الثامن وبالتالي يتعرض المحفز لبقايا السيستين. عند تنشيط العامل الثامن من خلال الثرومبين، يعمل عامل XIIIa على الليفين لتشكيل γ-غلوتاميل-Є-الليزيل وروابط عبر أميد بين جزيئات الليفين لتشكيل تخثرات، وبسبب نقص في العامل الثامن تصبح التخثرات الدموية غير قابلة للذوبان مما قد يسبب الجلطة .

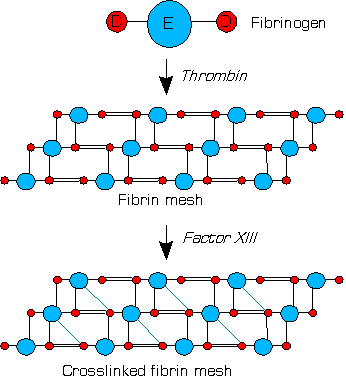
عامل XIII كروسلينكس الليفين

## علم وظائف الأعضاء
تركيزات نموذجية من العامل الثامن في البلازما وهو 10 ميكروغرام / مل (2A2B مغاير)، في حين أن تركيز سلسلة مجانا B هو 22 ميكروغرام / مل.

## موقعه
العامل الثامن . يتواجد في البلازما، و الصفائح الدموية ، ووالحيدات ، وكذلك الضامة وسلائف نخاع العظم .

## وصلات إضافية
- Factor XIII deficiency at hemophilia.org
- med/3491 في موقع إي ميديسين